# Współczynnik transpiracji
Współczynnik transpiracji – ilość (w gramach lub litrach) wytranspirowanej wody potrzebnej do wyprodukowania określonej ilości (1 g lub 1 kg) suchej masy rośliny. Współczynnik kształtuje się u większości roślin uprawnych w przedziale 150-600 kg-1.
Współczynnik transpiracji nie jest wartością stałą dla danego gatunku rośliny, zależy od:
- poziomu wilgotności gleby – zwiększa się, gdy suchsza,
- temperatury,
- zasobności gleby w składniki mineralne – zmniejsza się wraz ze wzrostem zasobności,
- rodzaju gleby – zwiększa się, dla lżejszych gleb,
- kwasowości gleby.

Typowe wartości współczynnika transpiracji dla roślin uprawnych:
- żyto – 724 l/kg,
- owies – 614 l/kg,
- pszenica – 507 l/kg,
- lucerna – 859 l/kg,
- jęczmień – 511 l/kg,
- kukurydza – 358 l/kg,
- proso – 273 l/kg.